# فقیر شیرازی

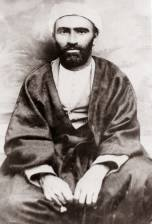
فقیر شیرازی

میرزا علی اصطهباناتی شیرازی ملقب به معین الشریعه مشهور به فقیر شیرازی یا فقیر اصطهباناتی، زادهٔ سوم شعبان در استهبان (۱۲۹۶–۱۳۵۱ قمری/ ۱۲۵۶–۱۳۱۰ خورشیدی)، فرزند میرزا محمدباقر واعظ اصطهباناتی، خطیب، ادیب و شاعر قرن سیزدهم، متخلص به فقیر که به ادبیات فارسی و عرب اشراف داشته و بیشتر آثارش را به پیروی از سعدی سروده است. آثار او درون‌مایه عرفانی اخلاقی و حکمی دارد. وی در شیراز می‌زیسته و به زراعت اشتغال داشته و در بزرگ‌ترین مسجد شیراز (مسجد نو) به وعظ و خطابه می‌پرداخته است.
از خود وی چنین نقل شده است: اول شعری را که گفتم در سن پانزده سالگی در ارض اقدس در شهر مشهد در مجمع جمعی از اهل ادب، رباعی معروف خوانده شد:
دل گفت مرا علم لدنی هوس است
تعلیمم کن اگر تو را دسترس است
گفتم که الف، گفت دگر هیچ مگو
در خانه اگر کس است یک حرف بس است
فقیر را از مضمون آن خوش آمد. دوست داشتم جوابی گفته باشم، گفتم:
ای دل چو تو را وصال جانان هوس است
زین پس به تو این عالم امکان قفس است
خود را نفسی‌رسان به صاحب نفسی
هر چت هوس است دان که آن یک‌نفس است

## آثار
- خانقاه: مثنوی عرفانی و اخلاقی به پیروی از بوستان سعدی؛ وی این کتاب را در اواخر دوره قاجار سروده است و شامل یک دیباچه و چهار باب (خلوت، سکوت، جوع و سهر) است که هر باب آن ده فصل دارد (۴۰ فصل). هر فصل پس از بیان مبانی، حکایاتی را هم دربردارد و به نظمی سلیس و ساده است. خود این کتاب را چنین توصیف کرده است:

| به فکرت بسازم یکی خانقاه |  | که هر بیدلی را شود جایگاه |

این کتاب با این بیت آغاز می‌شود:
| به نام خدا آورم خامه را   |  | بَرَم در نگارش من این نامه را  |
| خدایی که بایسته فرتاش هست |  | نهان است و بر هر دلی فاش هست |

باب اول آن (باب خلوت) این‌گونه شروع می‌شود:
| دمی آخر ای دل به خلوت گرای  |  | که دانا گزیند ز خلوت سرای   |
| چو حق روی از خلق پوشیده دار |  | به خلوت طلب از دل خود مدار  |
| پری وار از خلق بیگانه شو    |  | چو پروانه در عشق، دیوانه شو |

شعر پایانی کتاب با ماده تاریخ آن (پایان کتاب سال ۱۳۴۷ قمری)
| به توفیقت ای کردگار قدیر       |  | به پایان رسید این کتاب فقیر |
| ... به تاریخش این بیت آمد گواه |  | بلند از فقیر آمد این خانقاه |

- خرابات: وی این اثر را به پیروی از کتاب گلستان سعدی نگاشته است. گلستان هشت باب است ولی این کتاب چهار باب دارد. این چهار باب به چهار عنوان اخلاق یعنی: «حکمت، شجاعت، عفت و عدالت» اختصاص یافته و براساس همین چهار باب است که کتاب مشهور اخلاق ناصری خواجه نصیرالدین طوسی نیز بنیاد نهاده شده است.[۷]
- گنج فقیر: به استقبال از غزلیات سعدی (طیبات)، دیوان اشعار اوست که در سال ۱۳۴۰ قمری (۱۳۰۱ خورشیدی) در چاپخانه مظفری در شهر بمبئی چاپ شد.[۸]
- نان دان: که به اخلاق طبقات اهالی ایران می‌پردازد.[۹]
- دیوان فقیر: مجموعه همه اشعار اوست.[۱۰]